# 茶屋町 (青森市)
茶屋町（ちゃやまち）は、青森県青森市にある地名。郵便番号は030-0904。

## 地理
茶屋町は、青森市堤川下流東岸に位置する。
幹線道路沿いに各種商店が点在するが、ほとんどは住宅地である。
東は合浦、南が栄町、西が堤川をはさんで堤、青柳、北は港町に接する。

## 歴史
かつては街道沿いに位置し、堤川の渡船場であった。当地には6軒の掛茶屋があったことから、この地名が名付けられたと考えられる。藩政時代は作道村（造道村）の枝村であった。
明治初めの頃、古茶屋町（ふるちゃやまち）と呼ばれたこともある。これは、1876年（明治9年）の明治天皇巡幸にさきがけて堤橋が現在の位置に架けられ、そこを通る新道ができた後、現在の栄町が新茶屋町と呼ばれるようになったことによるものである。

### 年表
- 1889年（明治22年） - 当該地域は東津軽郡青森町に編入。青森市大字造道字浪打となる。
- 1926年（大正15年）7月10日 - 大火。古茶屋町にあった大湊木材工場など数十戸が全焼[5]。
- 1966年（昭和41年） - 東部地区住居表示事業により、茶屋町と町名が改められた。

### 町名の変遷
| 実施後 | 実施日                 | 旧町名               |
| 茶屋町 | 1966（昭和41）年6月1日 | 大字造道字浪打の一部 |
| 茶屋町 | 1966（昭和41）年6月1日 | 大字栄町の一部       |

## 世帯数と人口
2022年（令和4年）9月1日現在の世帯数と人口は以下の通りである。
| 町丁   | 世帯数  | 人口    |
| ------ | ------- | ------- |
| 茶屋町 | 615世帯 | 1,181人 |

## 小・中学校の学区
市立小・中学校に通う場合、学区は以下の通りとなる。
| 番地 | 小学校             | 中学校             |
| ---- | ------------------ | ------------------ |
| 一部 | 青森市立合浦小学校 | 青森市立浪打中学校 |
| 一部 | 青森市立莨町小学校 | 青森市立浪打中学校 |

## 交通

### 鉄道
当地に鉄道はない。

### バス
- 青森市市バス青柳線 - 港町との境界の道路を運行。停留所は茶屋町・港町一丁目がある。

### 道路
当地内で2本に分かれて西に向かう道がある。北の方の道に青柳橋、南の方の道には旭橋がかかる。
また、これらとは別に、当地の南部にも東西に横切る道があり、こちらには、うとう橋がかかる。

## 施設等
旭橋のそばに地蔵堂がある。ここに安置されている地蔵は文禄4年の銘がある。近くには文化5年建立の庚申供養塔、天保3年建立の猿田彦大明神碑がある。
- 青森市立合浦小学校
- 茶屋町公園 - 合浦小学校に隣接している。